# Regina d'Olanda

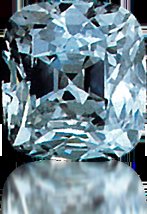
Regina d'Olanda diamante

Il Regina d'Olanda (in inglese Queen of Holland) è un grande diamante di 135,92 carati, quasi incolore (leggermente azzurro). Prende il nome della regina Guglielmina dei Paesi Bassi, che regnò nei Paesi Bassi dal 1890 al 1948.
Il Gemological Institute of America ha classificato questo diamante come Internally Flawless (senza imperfezioni interne), con colorazione D, la più alta. È uno dei più grandi diamanti del mondo con tale altissima qualità.
Il diamante fu tagliato nel 1904 ad Amsterdam con una forma a cuscino e un peso di 136,25 carati, ma la sua origine è incerta. Alcuni esperti ritengono che provenga dal Sudafrica, altri da Golconda in India, perché il suo colore è tipico dei diamanti provenienti da tale città. Quale che sia la verità, il diamante è comunque collegato con l'India. Nel 1930 fu acquistato dal Maharaja di Nawanagar, Kumar Ranjitsinhji Vibhaji (1872-1933), che lo affidò alla gioielleria Cartier di Parigi per inserirlo in una collana da cerimonia con molte altre gemme.
In seguito la società Cartier acquistò il diamante e lo mise in vendita nel 1960 nella gioielleria Cartier di Londra. A causa dell'altissimo prezzo fu venduto solo nel 1978 al gioielliere di New York William Goldberg, che lo fece leggermente modificare fino ad assumere l'attuale peso di 135,92 carati, e lo rivendette poco dopo per la presunta somma di 7 milioni di dollari.
Il diamante Regina d'Olanda appartiene attualmente al libanese Robert Mouawad, che lo ha messo in esposizione nel suo museo privato di Beirut.